# Мбулані Мулаудзі
Мбулані Тонгай Мулаудзі (нід. Mbulaeni Tongai Mulaudzi; нар. 8 вересня 1980 — пом. 24 жовтня 2014) — південноафриканський легкоатлет, який спеціалізувався в бігу на середні дистанції.
Загинув в автокатастрофі, маючи 34 роки.

## Спортивні досягнення
Срібний олімпійський призер у бігу на 800 метрів (2004). Учасник Олімпіади-2008 у бігу на 800 метрів (зупинився на півфінальній стадії).
Чемпіон світу з бігу на 800 метрів (2009). Бронзовий призер чемпіоната світу з бігу на 800 метрів (2003). Фіналіст (6-е місце) у бігу на 800 метрів на чемпіонаті світу-2001.
Чемпіон світу в приміщенні (2004) та двічі срібний призер чемпіонатів світу в приміщенні (2006, 2008) у бігу на 800 метрів.
Був третім у бігу на 800 метрів на Кубку світу-2006.
Срібний (2000) та бронзовий (2002) призер чемпіонатів Африки у бігу на 800 метрів.
Двічі срібний призер Африканських ігор у бігу на 800 метрів (2003, 2007).
Чемпіон Ігор Співдружності у бігу на 800 метрів (2002).
Багаторазовий чемпіон та рекордсмен країни у дисциплінах бігу на середні дистанції.